# Leonard West
Pas d'image ? Cliquez ici

b Matchs officiels uniquement.
Leonard West, né le 31 mai 1879 à Leeds et décédé le 26 janvier 1945 à Hoddesdon, est un joueur de rugby écossais, évoluant avec l'Écosse au poste d'avant.

## Carrière
Leonard West a disputé son premier test match le 7 février 1903 contre l'équipe du pays de Galles.
Il a disputé son dernier test match le 17 mars 1906 contre l'Angleterre.
Il joue 9 matchs avec l'équipe nationale, notamment contre l'équipe de Nouvelle-Zélande de rugby à XV en tournée en 1905-1906 un match perdu 12-7 le 18 novembre 1905.

## Palmarès
- 9 sélections pour l'Écosse.
- Sélections par année : 3 en 1903, 3 en 1905, 3 en 1906
- Participation aux tournois britanniques en 1903, 1905, 1906

- Triple couronne dans le Tournoi britannique de rugby à XV 1903.